# Lythria trifasciata
Lythria trifasciata är en fjärilsart som beskrevs av Gradl 1938. Lythria trifasciata ingår i släktet Lythria och familjen mätare. Inga underarter finns listade i Catalogue of Life.